# Batrachium kauffmanii
Batrachium kauffmanii là một loài thực vật có hoa trong họ Mao lương. Loài này được (Clerc) Krecz. mô tả khoa học đầu tiên năm 1937.